# REV756
rEV756 – białko wchodzące w skład śliny kleszczy odpowiadające za brak burzliwej reakcji immunologicznej ze strony gospodarza po ukąszeniu przez kleszcza.
Białko to może grać znaczną rolę w leczeniu miastenii (myasthenia gravis) – twierdzą naukowcy z zespołu Henry'ego Kaminskiego z Saint Louis University. W miastenii przyczyną problemów jest nieprawidłowe działanie układu dopełniacza a nadzieją są jego inhibitory, czyli substancje hamujące jego działanie, takie jak właśnie białko rEV756. Białko to bowiem działa przez przyłączenie się do składnika C5 dopełniacza i zablokowanie jego interakcji z konwertazą C5 co blokuje powstawanie MAC (kompleksu atakującego błonę).